# Any Woman
Any Woman er en amerikansk stumfilm fra 1925 instrueret af Henry King.

## Medvirkende
- Alice Terry som Ellen Linden
- Donald Reed som Tom Galloway
- Margarita Fischer som Mrs. Rand
- Lawson Butt som James Rand
- Aggie Herring som Mrs. Galloway
- James Neill som William Linden
- Henry Kolker som Egbert Phillips
- De Sacia Mooers som Mrs. Phillips
- George Periolat som Robert Cartwright